# Енински стихирар
Енинският стихирар е средновековен български книжовен паметник от XIV век. Открит е през 1842 г. в село Енина, Старозагорска област. Съставен е от 224 пергаментни листи. Съхранява се в археоелогическия музей на гр. София.
В написването на енинския стихирар са участвали трима души, които са се сменяли непрекъснато, понякога дори на една и съща страница. Езикът му отразява всички характерни особености на средновековните български културни паметници. Във фонетиката му се забелязва влияние на диалектен източнобългарски говор. Осезаемо е проникването на народна разговорна лексика (напр. наречието „снощи“ за пръв път се среща в писмена форма на пергаментите на енинския стихирар. Особен интерес творбата представлява във връзка с историята на типовете сборници с химнографско съдържание и с развитието им през късното българско средновековие.
Енинският стихирар е единствения стигнал до нас български средновековен паметник с название стихирар. Византийските, както и най-ранните запазени славянски (най-вече руски) стихирари са репертоарно специализирани богослужебни певчески сборници, които съдържат стихири. За разлика от тях съдържанието на енинския стихирар не се изчерпва само със стихири – в него са поместени цели служби, свързани с по-голямата част от отбелязваните църковни празници. Съставът на енинския стихирар отразява късен процес на преход или сливане на стихирара с празничния миней чрез попълването му с канони, кондаци, икоси и други произведения от жанровия репертоар на химнографията, чрез вписването на пълни химногафски композиции (служби) за повечето големи църковни празници.
Някой литургически указания в текстовете на енинския стихирар свидетелстват за богослужебна практика според Йерусалимския устав и дават основание възникването му да се отнесе към началото на втората половина на XIV век. В съдържанието на творбата не се включени произведения на български автори, но е поместена службата за Петка Търновска, преведена в град Търново най-вероятно през 1243 г. С някои свои особености енинският стихирар се свързва с търновската книжовна традиция. Историческата творба все още не е издавана.